# Nerkin Chotanan
Nerkin Chotanan – wieś w Armenii, w prowincji Sjunik. W 2011 roku liczyła 65 mieszkańców.